# Arenaria paludicola
Arenaria paludicola là loài thực vật có hoa thuộc họ Cẩm chướng. Loài này được B.L.Rob. mô tả khoa học đầu tiên năm 1894.